# Errina japonica
Errina japonica är en nässeldjursart som beskrevs av Katsuyuki Eguchi 1968. Errina japonica ingår i släktet Errina och familjen Stylasteridae. Inga underarter finns listade i Catalogue of Life.